# سوما (آرتساخ)
سوماً ( ترکی آذربایجانی: Suma) یک منطقهٔ مسکونی در جمهوری آرتساخ است که در استان آسکران واقع شده‌است.